# Вечният жених
„Вечният жених“ (на английски: The Marrying Man) е американска романтична комедия от 1991 година на режисьора Джери Рийс, по сценарий на Нийл Саймън,, и в главните роли изпълняват Алек Болдуин и Ким Бейсингър. Филмът отваря слаби отзиви и не се появява в бокс-офиса, с представянето на Бейсингър, което ѝ дава номинация за Награда „Златна малинка“ за най-лоша актриса, където губи от Шон Йънг за „Целувка преди смъртта“.